# آنا دوستويفسكايا
آنا دوستويفسكايا (الروسية: Анна Григорьевна Достоевская); 12 September 1846, سانت بطرسبرغ – 9 يونيو 1918, يالطا) هي كاتبة مذكرات روسية، كاتبة بخط المجموع، مساعدة، والزوجة الثانية لفيودور دوستويفسكي منذ (1867). تُعد آنا واحدة من أوائل هواة جمع الطوابع الإناث في روسيا. كتبت كتابين عن السيرة الذاتية لفيودور دوستويفسكايا: يوميات آنا دوستويفسكايا (عام 1867)، والذي نشر في 1923 بعد وفاتها، والكتاب الأخر مذكرات آنا دوستويفسكايا (المعروف أيضاً باسم ذكريات آنا دوستويفسكايا) والذي نشر في 1925.

## حياتها المبكرة
آنا دوستويفسكي (ني سنيتكينا) هي ابنة كل من ماريا آنا وغريغوري إيفانوفيتش سنيتكينا.  تخرجت آنا من المدرسة الثانوية بامتياز مع مرتبة الشرف ومن ثم تدربت لاحقاً على الكتابة بخط المجموع.

## الزواج
في 4 أكتوبر 1866، بدأت آنا سنيتكينا العمل مع فيودور دوستويفسكي ككاتبة خط مجموع في روايته المقامر. في نوفمبر من نفس العام تقدم فيودور دوستويفسكي بطلب يدها للزواج.
كما تقول هي في مذكراتها، أن فيودور شاركها في حبكة رواية جديدة تخيليه، كما لو انه كان يحتاج إلى نصحها في فهم نفسية الأنثى. في تلك الرواية، رسام كبير في السن يتقدم لخطبة فتاة صغيرة كان أسمها آنيا. سألها فيودور عما إذا كان من الممكن لفتاة صغير في السن مختلفة في الشخصية أن تقع في حب رسام. اجابت آنا أن ذلك ممكن جداً. ومن ثم قال فيودور لآنا: «ضعي نفسكِ في مكانها للحظة. تخيلي أني أنا الرسام، أنا أعترف وأطلب منك ان تكوني زوجتي. ماذا سيكون جوابك؟» أجابت آنا: «سأجيب بأني أحبك وسأحبك للأبد».
في 15 فبراير 1867، ارتبط الثنائي. بعد ذلك بشهرين، ذهبوا إلى الخارج، حيث مكثوا لأكثر من أربعة سنوات (حتى يوليو 1871). قبل مغادرتهم بفترة قصيرة، قام إثنين مِن مَن استدان منهم فيودور برفع قضية ضد.
وخلال توقيفه في بادن، خسر فيودور جميع أمواله في لعب الروليت، بالإضافة إلى ملابس زوجته وممتلكاتها. في ذلك الوقت بدأت آنا في كتابة يومياتها. لأكثر من سنه كانوا يعيشون في جنيف. عمل فيودور بجد لإستعادة ثروته. في 22 فبراير 1868 ولدت إبنتهما الأولى صوفيا، لكنها توفيت في 24 مايو وكان عمرها آنذاك ثلاثة أشهر. في عام 1869، في مدينة درسدن، رزقوا بإبنتهم الثانية، والتي أسموها لوبوف دوستويفسكي (توفيت 1926). عند عودتهم إلى سان بطرسبرغ، آنا أنجبت إبنين احدهما اسمه فيودور (16 يوليو 1871-1922) اما الأخر فاسمه أليكسي (10 أغسطس 1875- 16 مايو 1878). أخذت آنا على عاتقها جميع المسائل المالية، بما في ذلك تجارة النشر والمفاوضات، وسرعان ما حررت زوجها من ديونه. في عام 1871، تخلص فيودور دوستويفسكي من إدمانه للقمار.

## الشيخوخة

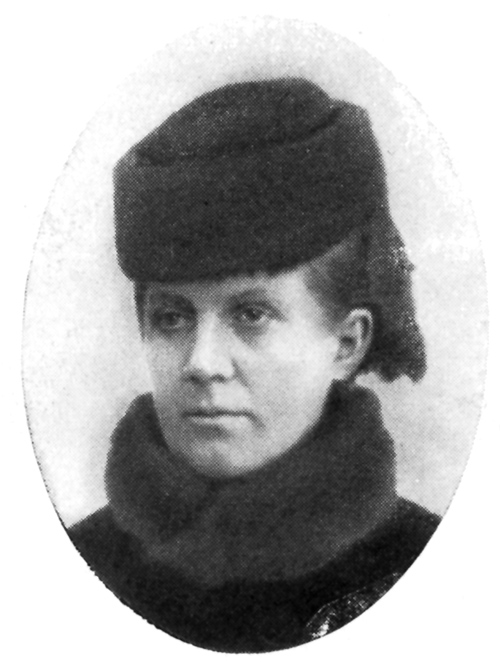
آنا دوستويفسكي في 1880

في نفس السنة التي توفي فيها زوجها فيودور دوستويفسكي (1881) آنا بلغت 35 سنة. لم تتزوج بعد وفاة زوجها. بعد وفاة زوجها قامت آنا بجمع جميع متعلقات زوجها من مخطوطات، رسائل، وثائق وصور. في عام 1906 أسست غرفة مخصصة لفيودور دوستويفسكي في متحف الدولة التاريخي.

## جمع الطوابع
بدأت هوايتها في جمع الطوابع عام 1867 في دريسدن. بدأت، كما هو موضح في مذكراتها، على إثر خلاف نشأ بينها وبين زوجها فيودور على إثر تعليق له حول تقلب مزاج الأنثى. إنزعجت آنا من ان زوجها لم ينظر للنساء من بنات جيلها على أنهن قادرات على الإستمرار والتفاني في أي عمل. قررت آنا أن تثبت خطأ زوجها وأنها قادره على الإستمرار في هدف واحد لمدة سنه على الأقل. قررت أن تقوم بجمع الطوابع وان تكمل مجموعتها طوال ما بقي من حياتها. ووفقاً لمذكراتها، انها لم تقم بشراء أي طابع. جميع الطوابع كانت إما من اكتشافاتها الخاصة أو إهداء من أحد الأصدقاء. مصير تلك الطوابع يعتبر مجهولاً حتى اليوم.